# Lady of the Bedchamber

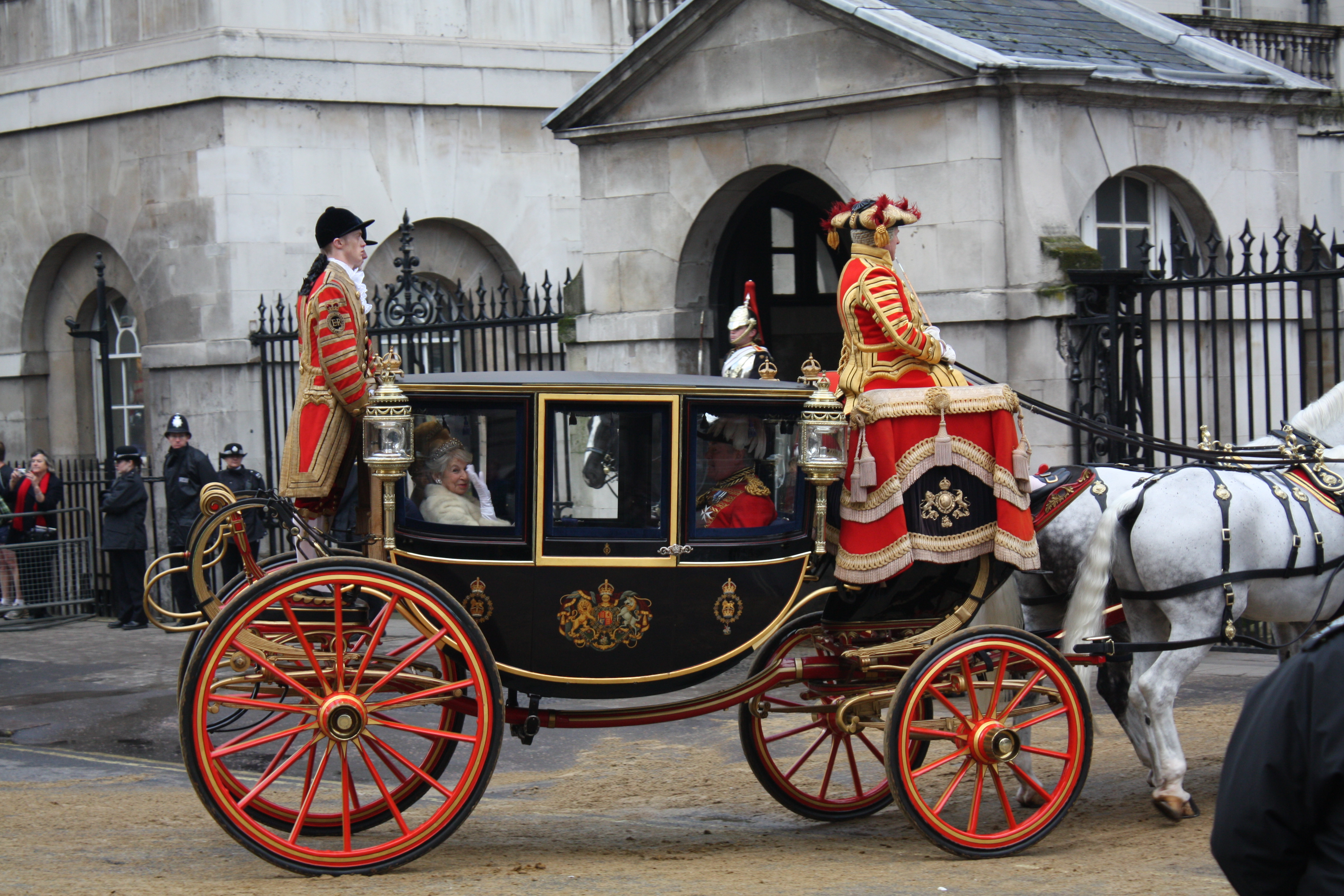
Hraběnka z Airlie se vrací do Buckinghamského paláce v kočáru v roce 2008 poté, co se zúčastnila státního otevření parlamentu jako Lady of the Bedchamber královny Alžběty II.

Lady of the Bedchamber je titul dvorní dámy, která zastává oficiální pozici osobního průvodce britské vládnoucí královny nebo královny manželky. Pozici obvykle zastává manželka britského peera. Jsou řazeny mezi Mistress of the Robes (žena odpovědná za královnino oblečení a šperky) a Woman of the Bedchamber (žena doprovázející královnu); na rozdíl od posledně jmenovaných nedoprovází královnu pravidelně, nicméně jsou ve službě při důležitějších veřejných příležitostech. Na zahraničních návštěvách královnu doprovázely dvě dvorní dámy, z nichž jedna je obvykle Lady of the Bedchamber.
Ekvivalentní titul a funkce se historicky používaly na většině evropských královských dvorů (Nizozemsko: Dames du Palais; Francie: Dames nebo Dame de Palais; Německo: Hofstaatsdame nebo Palastdame; Itálie: Dame di Corte; Rusko: Hofdame nebo Statsdame; Španělsko: Dueña de honor; Švédsko: Statsfru).

## Historie

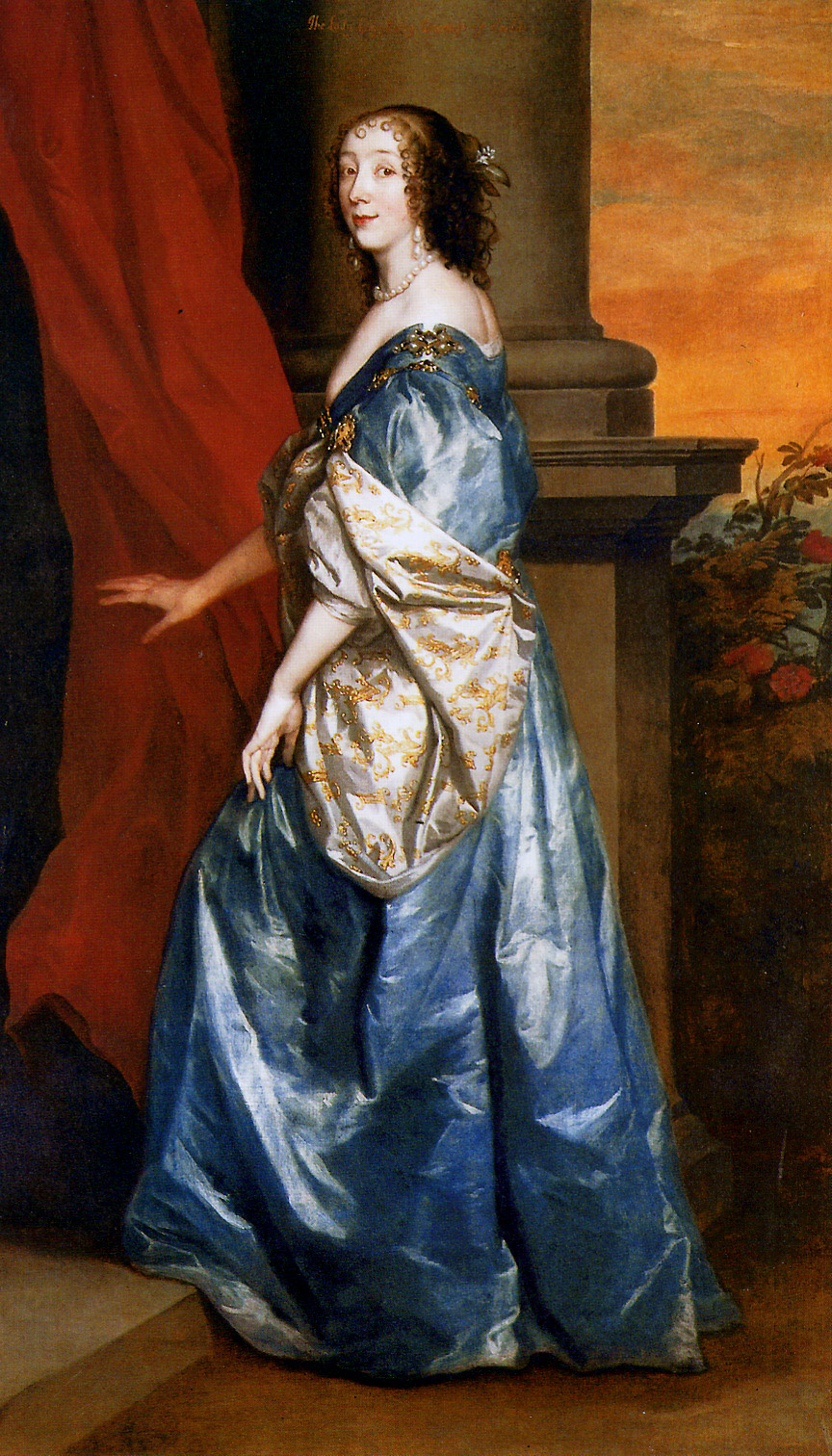
Lucy Hay, hraběnka z Carlisle, Lady of the Bedchamber královny Henrietty Marie.

Ve středověku měla Markéta Francouzská, manželka Eduarda I. Anglického sedm ladies of the Bedchamber: tři vdané se byly nazývány Dominæ a čtyři neprovdané byly známé jako Maid of Honour. Jejich úkolem bylo jednoduše fungovat jako společnice a osobní průvodkyně královy manželky.
V popisu z roku 1728 bylo úkolem Lady of the Bedchamber působit jako prostředník mezi královnou a Women of the Bedchamber, které měly za úkol čekat na královnu a pomáhat jí s mytím, oblékáním a svlékáním, a tak dále. Woman of the Bedchamber pracovala nezávisle na Lady of the Bedchamber a nepřijímala její rozkazy. Pokud by však byla přítomna Lady of the Bedchamber, Woman of the Bedchamber by se jí vždy podřídila. Pokud by například Lady of the Bedchamber byla přítomna, když Woman of the Bedchamber přišla oblékat královnu, neoblékla by královnu sama, ale místo toho odevzdala šaty Lady of the Bedchamber, která by pomohla královnu obléknout. Stejný postup byl i v dalších záležitostech.
Post Lady of the Bedchamber byl považován za prestižní a jmenování bylo proto předmětem sporů. Královna Anna jmenovala do této pozice Sarah Churchillovou, vévodkyni z Marlborough; vévodkyně byla široce považována za vlivnou královskou favoritku. V roce 1839 obavy, že byla královna Viktorie odhodlána obklopit se manželkami whigovských politiků, vedly ke krizi ložnice, která zabránila nastolení konzervativní vlády pod vedením Roberta Peela.

## Seznam Ladies of the Bedchamber anglických královen
Toto je neúplný seznam těch, kteří sloužili jako Lady of the Bedchamber v anglické královské domácnosti.

### Kateřina Aragonská, 1509–1536
- Anne Bourchier, baronka Dacreová
- Margaret Brent, lady Bergavennyová
- Mabel Dacre, lady Scropeová
- Mary Grey, lady Ferrers of Chartley
- Lady Anne Percy, lady Maltraversová, hraběnka z Arundelu
- Inez de Venegas, lady Mountjoyová
- Elizabeth Willoughby, lady Maltravers

### Alžběta I., 1558–1603
- 1558–1565: Katherine Ashley, lady Ashleyová
- 1559–1569: Catherine Carey, lady Knollysová, sestřenice nebo nevlastní sestra Alžběty I.
- 1564: Catherine Paget, baronka z Beaudesertu
- 1568–1599: Elizabeth Stafford
- 1587 Frances Newton, baronka Cobhamová

### Anna Dánská, 1603–1619
- 1603–1619: Lucy Russellová, hraběnka z Bedfordu
- 1603–1607: Penelope Blountová, hraběnka z Devonshire
- 1603–1619: Anne Livingstone, hraběnka z Eglintonu
- 1603–1619: Elizabeth Schaw, hraběnka z Annandale
- 1603–1617: Jean Kerová, hraběnka z Roxburghe
- 1603–1619: Bridget Annesley
- 1603–1609: Cecily Bulstrode
- 1603–1619: Dorothy Bulstrode
- 1604–1609: Bridget Markhamová
- 1603–1618: Jane Cornwallisová
- 1604–1619: Mary Middlemore
- 1608–1619: Dorothy Silkingová

### Henrietta Marie Bourbonská, 1625–1649
- asi 1625: Elizabeth Conquestová
- 1626: Lucy Hay, hraběnka z Carlisle

### Kateřina z Braganzy
- 1663–1667: Katherine Stanhope, hraběnka z Chesterfieldu
- 1663–1673: Barbara Palmerová, hraběnka z Castlemaine
- 1663–1681: Barbara Howardová, hraběnka ze Suffolku
- 1663–1688: Mary Villiersová, vévodkyně z Buckinghamu
- 1663–1688: Jane Granville, hraběnka z Bathu

### Marie Beatrice d'Este, 1673–1688
- Elizabeth Herbertová, markýza z Powisu

### Marie II., 1689–1694
- 1689–1694: Mary Sackville, hraběnka z Dorsetu
- 1689–1694: Gertrude Savile, markýza z Hallifaxu
- 1689–1694: Frances Lumley, vikomtesa Lumleyová
- 1689–1694: Elizabeth Windsorová, hraběnka z Plymouthu
- 1689–1694: Frances Pauletová, hraběnka z Wiltshire
- 1691–1694: Anne Finchová, hraběnka z Nottinghamu

## Seznam Ladies of the Bedchamber královen Velké Británie

### Anna, 1702–1714
- 1702: Mary Butlerová, vévodkyně z Ormonde
- 1702: markýza z Hartingtonu
- 1702: Juliana Boyle, hraběnka z Burlingtonu
- 1702: hraběnka ze Scarbrough
- 1702–1712: Anna Spencerová, hraběnka ze Sunderlandu
- 1702: Elizabeth Seymourová, vévodkyně ze Somersetu
- 1702: Lady Hyde
- 1702: Lady Frescheville
- 1702: Lady H. Godolphinová
- 1702–1705: Anne Venables-Bertie, hraběnka Abingdonu
- 1702: Lady C. Boeverwartová
- 1704–1714: Abigail Masham, baronka Mashamová
- 1704–1712: Anna Spencerová, hraběnka ze Sunderlandu
- 1712–1714: Anne Venables-Bertie, hraběnka z Abingdonu
- 1712: Lady Catharine Hyde

### Karolina z Ansbachu, 1714–1737
- 1714–1716: Louisa Berkeley, hraběnka z Berkeley
- 1714–1717 & 1726: Diana Beauclerk, vévodkyně ze St Albans
- 1714–1717: Mary Montagu, vévodkyně z Montagu
- 1714–1724: Mary Cowper, hraběnka Cowperová
- 1714–1726: Adelhida Talbotová, vévodkyně ze Shrewsbury
- 1714–1737: Elizabeth Sackville, vévodkyně z Dorsetu
- 1717–1717: Elizabeth Montagu, vikomtesa Hinchingbrookeová
- 1718–1721: Barbara Herbertová, hraběnka z Pembroke
- 1718–1724: Henrietta d'Auverquerque, hraběnka z Granthamu
- 1718–1737: Elizabeth Hervey, hraběnka z Bristolu
- 1718–1720: Anne Scottová, hraběnka z Deloraine
- 1722–1722: Jane Capellová, hraběnka z Essexu
- 1724–1737: Frances Seymourová, vévodkyně ze Somersetu
- 1724–1737: Sarah Lennoxová, vévodkyně z Richmondu
- 1725–1737: Anne van Keppel, hraběnka z Albemarle
- 1725–1737: Henrietta Louisa Fermorová, hraběnka z Pomfretu
- 1725–1737: Mary Herbertová, hraběnka z Pembroke (extra)
- 1727–1737: Henrietta Louisa Fermorová, hraběnka z Pomfretu
- ?–1737: Dorothy Boyle, hraběnka z Burlingtonu (extra)

### Šarlota Meklenbursko-Střelická, 1761–1818
- 1761–1768: Diana St John, vikomtesa Bolingbrokeová
- 1761–1770: Elizabeth Percy, vévodkyně z Northumberlandu
- 1761–1784: Elizabeth Hamiltonová, 1. baronka Hamiltonová z Hameldonu
- 1761–1791: Elizabeth Howardová, hraběnka z Effinghamu
- 1761–1793: Elizabeth Thynne, vikomtesa Weymouthová
- 1761–1794: Alicia Wyndhamová, hraběnka z Egremontu
- 1768–1782: Isabella Seymour-Conway, hraběnka z Hertfordu
- 1770–1801: Mary Darcy, hraběnka Holderness
- 1783–1818: Elizabeth Herbertová, hraběnka z Pembroke
- 1784–1818: Elizabeth Harcourt, hraběnka Harcourtová
- 1791–1818: Elizabeth Townshend, vikomtesa Sydneyová
- 1793–1807: Elizabeth Brudenellová, hraběnka z Cardiganu
- 1794–1818: Jane Stanhopeová, hraběnka z Harringtonu
- 1801–1818: Mary Parkerová, hraběnka z Macclesfieldu
- 1807–1813: Henrietta Stanhope, hraběnka z Chesterfieldu
- 1813–1818: Anne Dundas, vikomtesa Melvilleová

## Seznam Ladies of the Bedchamber královen Spojeného království

### Karolina Brunšvická, 1795–1821
- 1795–1796: Frances Villiersová, hraběnka z Jersey
- 1795–1821: Elizabeth Herbert, hraběnka z Carnarvonu
- 1795–1821: markýza Townshendová
- 1795–1802: Georgina Cholmondeley, markýzy z Cholmondeley
- 1808–1817: Lady Charlotte Lindsay
- 1809–1821: Lady Charlotte Campbellová
- 1809–1813 & 1820–1821: Lady Ann Hamiltonová

### Adelheid Sasko-Meiningenská, 1830–1837
- 1830–1837: Emily Nugentová, markýza z Westmeathu
- 1830–1837: Arabella Bourke, hraběnka z Mayo
- 1830–1849: Marianne Wellesley, hraběnka z Morningtonu
- 1830–1834: Anna Loftusová, markýza z Ely (extra 1834–1837)
- 1830–1837: Emma Cust, hraběnka Brownlowová
- 1830–1837: Lady Harriet Clintonová
- 1833–1836: Harriet Howe, hraběnka Howeová
- 1836–1837: Harriet Holroydová, hraběnka z Sheffieldu

### Viktorie, 1837–1901
- 1837–1838: Louisa Petty-FitzMaurice, markýza z Lansdowne
- 1837–1838: Louisa Lambtonová, hraběnka z Durhamu
- 1837–1841: Maria Phippsová, markýza z Normanby
- 1837–1841: Anna Russellová, vévodkyně z Bedfordu
- 1837–1842: Sarah Lyttelton, baronka Lytteltonová, později guvernantka (Lady Superintendent) královniných potomků 1842–1850.
- 1837–1842: Frances Noelová, hraběnka z Gainsborough
- 1837–1851: Emma Portman, baronka Portmanová
- 1837–1854: Anne Caulfield, hraběnka z Charlemontu
- 1838–1840: Blanche Cavendishová, hraběnka z Burlingtonu
- 1839-1839: Elizabeth Campbellová, markýza z Breadalbane
- 1839–1842: Mary Montagu, hraběnka ze Sandwiche
- 1840–1854 & 1863–1865: Carolina Edgcumbe, hraběnka z Mount Edgcumbe
- 1841–1845: Catherine Murray, hraběnka z Dunmore
- 1841–1867: Frances Jocelyn, vikomtesa Jocelynová (extra 1867–1880)
- 1842–1842: Susan Broun-Ramsay, markýzy z Dalhousie
- 1842–1843: Charlotte Fitzalan-Howardová, vévodkyně z Norfolku
- 1842–1855: Charlotte Canning, hraběnka Canningová
- 1843–1858: Elizabeth Wellesley, vévodkyně z Wellingtonu
- 1845–1864: Elizabeth Cuffe, hraběnka z Desartu
- 1851–1889: Jane Loftusová, markýza z Ely
- 1854–1897: Anne Murray, vévodkyně z Athollu
- 1854–1900: Jane Spencer, baronka Churchillová
- 1855–1863: Maria Bosville-Macdonald, baronka Macdonaldová
- 1858–1878: Jane Alexanderová, hraběnka z Caledonu
- 1864–1890: Elizabeth Cavendish, baronka Waterparková
- 1865–1895: Susanna Innes-Kerová, vévodkyně z Roxburghe
- 1867–1872: Eliza Agar-Ellis, vikomtesa Clifdenová
- 1872–1874: Blanche Bourke, hraběnka z Mayo
- 1873–1901: Eliza Hay, hraběnka z Errollu
- 1874–1885: Julia Abercromby, baronka Abercromby
- 1878–1901: Ismania FitzRoy, baronka Southamptonová
- 1885–1901: Emily Russell, baronka Ampthillová
- 1889–1901: Cecilia Dawnay, vikomtesa Downe
- 1890–1901: Louisa McDonnellová, hraběnka z Antrimu
- 1895–1901: Edith Bulwer-Lyttonová, hraběnka z Lyttonu
- 1897–1901: Anne Innes-Kerová, vévodkyně z Roxburghe

### Alexandra Dánská, 1901–1925
- 1900–1910: Alice Stanley, hraběnka z Derby
- 1901–1910: Louisa McDonnellová, hraběnka z Antrimu
- 1901–1925: Louisa Achesonová, hraběnka z Gosfordu
- 1901–1905: Edith Bulwer-Lytton, hraběnka z Lyttonu
- 1901–1911: Cecilia Harbord, baronka Suffieldová
- 1901–1907: Alice Douglasová, hraběnka z Mortonu
- 1901–1912: Mary Parkerová, hraběnka z Macclesfieldu
- 1901–1905: Maud Petty-FitzMaurice, markýza z Lansdowne (extra)
- 1905–1910: Maud Petty-FitzMaurice, markýza z Lansdowne
- 1905–1910: Constance Ashley-Cooperová, hraběnka z Shaftesbury (extra)
- 1907–1910: Cecily Gascoyne-Cecil, Marchioness of Salisbury
- 1910–1914: Winifred Hardinge, Baroness Hardinge of Penshurst (extra)
- 1910–1925: Maud Petty-FitzMaurice, Marchioness of Lansdowne (extra)
- 1910–1925: Cecily Gascoyne-Cecilová, markýza ze Salisbury (extra)
- 1910–1925: Alice Stanley, hraběnka z Derby (extra)
- 1911–1925: Cecilia Caringtonová, markýza z Lincolnshire

### Marie z Tecku, 1901–1953
- 1901–1902: Ida Bridgemanová, hraběnka z Bradfordu
- 1901–1910: Mabell Ogilvy, hraběnka z Airlie
- 1902–1910: Mary Cochrane-Baillie, baronka Lamingtonová
- 1905–1906: Constance Ashley-Cooperová, hraběnka z Shaftesbury (extra)
- 1905–1936: Ida Bridgemanová, hraběnka z Bradfordu (extra)
- 1906–1913: Constance Ashley-Cooperová, hraběnka z Shaftesbury
- 1910–1916: Mabell Ogilvy, hraběnka z Airlie (extra)
- 1910–1917: Mary Cochrane-Baillie, baronka Lamingtonová (extra)
- 1911–1916: Ettie Grenfellová, baronka Desborough
- 1911–1936: Mary Elliot-Murray-Kynynmoundová, hraběnka z Minto
- 1911–1953: Margaret Russell, baronka Ampthillová
- 1913–1924: Emily Fortescue, hraběnka Fortescue
- 1913–1953: Constance Ashley-Cooperová, hraběnka z Shaftesbury (extra)
- 1916–1924: Ethel Grenfellová, baronka Desborough (extra)
- 1916–1953: Mabell Ogilvy, hraběnka z Airlie
- 1924–1929: Emily Fortescue, hraběnka Fortescue (extra)
- 1924–1936: Ethel Grenfellová, baronka Desborough
- 1938-1951: Hon. Margaret Blanche Wyndhamová
- 1951-1953: Hon. Margaret Blanche Wyndhamová (Extra)
- 1936–1940: Mary Elliot-Murray-Kynynmoundová, hraběnka z Minto (extra)
- 1936–1952: Ethel Grenfellová, baronka Desborough (extra)

### Elizabeth Bowes-Lyon, 1937–2002
- 1937–1947: Mary Wilsonová, baronka Nunburnholme
- 1937–1972: Cynthia Spencer, hraběnka Spencerová
- 1937–1941: Dorothy Woodová, vikomtesa Halifax
- 1937–1994: Patricia Smith, vikomtesa Hambledenová
- 1941–1945: Beatrice Ormsby-Gore, baronka Harlechová
- 1945–1967: Beatrice Ormsby-Gore, baronka Harlechová
- 1947–1979: Katharine Lumley, hraběnka ze Scarbrough
- 1973–2002: Elizabeth Beckettová, baronka Grimthorpe
- 1994–2002: Elizabeth Lumley, hraběnka ze Scarbrough

### Alžběta II., 1953–2022
- 1953–1966: Fortune FitzRoy, vévodkyně z Graftonu
- 1953–1973: Elizabeth Coke, hraběnka z Leicesteru
- 1960–1966: Patricia Nevillová, markýzy z Abergavenny (extra)
- 1966–1987: Patricia Nevillová, markýzy z Abergavenny
- 1967–1971: Esmé Baringová, hraběnka z Cromeru
- 1967–1969: Sonia Fairfaxová, Lady Fairfax z Cameronu
- 1971–1993: Esmé Baringová, hraběnka z Cromeru
- 1973–2022: Virginia Ogilvy, hraběnka z Airlie
- 1987–2005: Patricia Nevillová, markýza z Abergavenny (extra)
- 1987–2021: Diana Maxwell, baronka Farnhamová